# 밀란 코마르

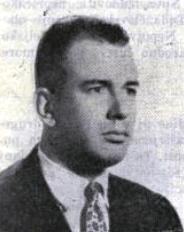

밀란 코마르(슬로베니아어: Milan Komar, 1921년 6월 4일 ~ 2006년 1월 20일)는 슬로베니아, 아르헨티나의 철학자이다.

## 생애
슬로베니아 류블랴나에 거주하던 베네치아줄리아 출신의 슬로베니아인 가문에서 태어났다. 1939년 류블랴나 대학교 법학과에 입학했으며 1942년에는 이탈리아 토리노 대학교 교회법학과를 졸업했다. 류블랴나에서 학생으로 있던 동안에는 로마 가톨릭교회 청소년 단체에서 활동하면서 반공주의 사상에 심취하게 된다.
1943년에 슬로베니아로 귀환했고 독일에 협력하던 슬로베니아인 민병대에 가담하게 된다. 1945년 5월에는 이탈리아 북부로 이주했으며 1948년에는 아르헨티나로 이주했다. 부에노스아이레스에서 유리 공장 직원으로 근무하면서 철학, 교육학 시험을 치렀고 부에노스아이레스 대학교에서 철학, 교육학을 전공하게 된다.
1959년부터 1998년까지 아르헨티나 교황청 가톨릭 대학교에서 현대 철학 교수로 근무했고 1981년부터 1982년까지는 아르헨티나 교황청 가톨릭 대학교에서 철학과 학장을 역임했다. 아르헨티나 이주 생활을 하던 동안에는 슬로베니아어로 된 수필을 집필했고 나중에 스페인어 언론에 글을 게재하게 된다. 1992년에는 교황 요한 바오로 2세로부터 성 그레고리오 대훈장을 받았다.